# Општина Михај Витеазу (Клуж)
Михај Витеазу (рум. Mihai Viteazu) општина је у Румунији у округу Клуж.
Oпштина се налази на надморској висини од 336 m.